# Jurjevac Punitovački
Jurjevac Punitovački je naselje u općini Punitovci u Osječko-baranjskoj županiji.

## Stanovništvo
| broj stanovnika |       |       |       | 201   | 259   | 355   | 404   | 436   | 493   | 528   | 409   | 345   | 364   | 316   | 307   | 317   | 264   |
|                 | 1857. | 1869. | 1880. | 1890. | 1900. | 1910. | 1921. | 1931. | 1948. | 1953. | 1961. | 1971. | 1981. | 1991. | 2001. | 2011. | 2021. |

## Povijest
U Jurjevac doseljavaju Slovaci 1882., godinu dana kasnije nego u Josipovac. Dolaze na poziv biskupa đakovačkog Josipa Jurja Strossmayera, a za krčenje šuma i pretvaranje u plodnu zemlju. Navodi se da je selo dobilo ime po drugom imenu biskupa Strossmayera - Jurjevac. Selo je osnovalo 20 slovačkih obitelji od kojih je 17 došlo iz Čepina, gdje su se ranije doselili, te tri iz sjeverne Slovačke. Stanovnici Jurjevca naseljeni su pod istim uvjetima kao i Josipovčani. 1886. podižu kapelicu s drvenim zvonikom, školu pohađaju u Punitovcima do 1921., kada je u selu otvorena škola. Kroz Maticu Slovačku Jurjevac mještani čuvaju jezik i kulturu svojih pradjedova i organiziraju razne kulturne manifestacije.

## Crkva
U selu je katolička filijarna crkva Uznesenja Blažene Djevice Marije koja pripada župi sv. Ladislava kralja u Punitovcima, te čepinskom dekanatu Đakovačko-osječke nadbiskupije. Crkveni god ili kirvaj slavi se na blagdan Velike Gospe 15. kolovoza.

## Škola
Područna škola koja radi u sklopu Osnovne škole "Josip Kozarac" Josipovac Punitovački.

## Sport
- NK Zrinski Osječko 1664 (do 2023.)
- Športsko ribolovna udruga "Jurjevac"

## Ostalo
- Matica Slovačka Jurjevac

## Vanjske poveznice
- https://www.savez-slovaka.hr/
- http://punitovci.hr/
- http://os-jkozarac-josipovac-punitovacki.skole.hr/  Arhivirana inačica izvorne stranice od 13. studenoga 2018. (Wayback Machine)